# Chamaecrista hispidula
Chamaecrista hispidula är en ärtväxtart som först beskrevs av Vahl, och fick sitt nu gällande namn av Howard Samuel Irwin och Rupert Charles Barneby. Chamaecrista hispidula ingår i släktet Chamaecrista och familjen ärtväxter. Inga underarter finns listade i Catalogue of Life.